# Fissidens santa-clarensis
Fissidens santa-clarensis är en bladmossart som beskrevs av Thériot 1939. Fissidens santa-clarensis ingår i släktet fickmossor, och familjen Fissidentaceae. Inga underarter finns listade i Catalogue of Life.